# Wojownicze Żółwie Ninja (serial animowany 2003)
Wojownicze Żółwie Ninja (ang. Teenage Mutant Ninja Turtles, 2003–2009) – amerykański serial animowany. Druga wersja animowanych przygód Żółwi Ninja. W Polsce emitowano jedynie 3 pierwsze serie na kanale Fox Kids/Jetix.

## Bohaterowie
- Leonardo – najstarszy, najbardziej utalentowany i honorowy żółw, przywódca czwórki. Zawsze stosuje się do kodeksu Bushido i do jego zasad. Jego bandana ma niebieski kolor. Jako broni używa dwóch katan. Myśli o Karai jak o przyjaciółce. Uważa, że bycie przywódcą jest niełatwe.
- Donatello – „mózg” grupy, wynalazca, mechanik. Kieruje się inteligencją i rozumem, zawsze myśli, zanim coś zrobi. Jego bandana ma fioletowy kolor. Jego bronią jest kij bō. Na ogół jest spokojny.
- Raphael – impulsywny, waleczny, często tracący nad sobą panowanie i agresywny żółw. Zawsze idzie własną drogą i rzadko zgadza się z innymi. Walczy dwoma sai i nosi czerwoną bandanę. Nie lubi, gdy Leonardo ma rację, a także nie lubi go słuchać. Uważa, że to on powinien być przywódcą. Kumpluje się z Caseyem.
- Michelangelo – żółw z wielkim poczuciem humoru. Ma pomarańczową bandanę i walczy, używając dwóch nunchaku. Jego dziwaczne pomysły nieraz wpędziły Mike’a i jego przyjaciół w zamieszanie. Ma kota o imieniu Klunk. Gdy żartuje, Raphael często bije go w głowę. W odcinku „Wielka Draka” zostaje najlepszym wojownikiem wszechświata.

### Sprzymierzeńcy Żółwi
- Splinter – honorowy szczur, mistrz żółwi i jednocześnie ich „ojciec”. Zna ninjutsu, którego uczy żółwie.
- April O'Neil – przyjaciółka żółwi. Początkowo pracowała dla Stockmana, lecz gdy znalazła jego tajny pokój, ten postanowił się jej pozbyć przy pomocy gryzonitów. Uratowały ją Żółwie i od tego momentu zaczęła pomagać i gościć ich u siebie (często z destruktywnym skutkiem). Potem zaczęła pracę w sklepie z antykami. W trzeciej serii Splinter nauczył ją ninjutsu. Po tym jak poznała Caseya, najpierw go nie lubiła, a potem zaczęła się w nim podkochiwać, a w siódmej serii wyszła za Caseya za mąż.
- Casey Jones – przyjaciel żółwi i taki sam maniak jak Raphael. Nosi maskę hokejową, a jako broń używa wszystkiego co pod ręką. W 3 serii Splinter nauczył go ninjutsu. Jest zakochany w April. Kiedy był mały był trenowany przez żółwie w tajemnicy przed ich mistrzem, gdyż byli wtedy jeszcze mali. Lubi powiedzonko „Kungala”.
- Skórzyłeb – krokodyl zmutowany w ten sam sposób co żółwie i Splinter. W pierwszym odcinku, w którym go widzimy pomaga Stockmanowi zbudować teleportal. Jego inteligencja jest równa Donatello. Został wychowany przez Utromsy. Gdy coś go zdenerwuje, wpada w szał. Mieszka blisko żółwi.
- Miyamoto Usagi – przyjaciel Leonarda, antropomorficzny królik, wielki samuraj.
- Gennosuke – antropomorficzny nosorożec, który jest przyjacielem Usagiego.
- Traximus – Triceraton, którego żółwie poznały, gdy miał być zjedzony przez Spasmozaura. Mówił, że żółwie to jego najlepsi przyjaciele. Brał także udział w Wielkiej Drace.
- Monza Ram – Triceraton walczący na arenie triceratońskiej. Ma własną drużynę.
- Zog – Triceraton, który przez oddychanie tlenem myślał, że żółwie to jego przywódcy, a Splinter jest generałem. Zginął na statku Shreddera, zabity przez ogromną eksplozję.
- Rozpuszcz – mutant stworzony na rozkaz Shreddera. Potrafi wszystko rozpuścić. Jako jedyny potrafi mówić ze wszystkich mutantów.
- Przecinak – przyjaciel Rozpuszcza, ma szczypce wyglądające jak u kraba.
- Wgryzacz – pomocnik Rozpuszcza i Przecinaka wgryza się we wszystko co stanie mu na drodze.
- Robozbieg (ang. Fugitoid) – robot, w którym znajduje się umysł profesora Honeycutta. Jest bardzo pożądany przez Federację i Triceratony. Często pomaga żółwiom.
- Utromsy – pokojowa rasa kosmitów, która wylądowała na ziemi wiele lat temu ze Shredderem. Ich siedziba znajdowała się w Nowym Jorku, ale przy pomocy transmatu przetransportowali się na swoją planetę.
- Mortu – Utroms i właściciel T.C.R.I. Jest przyjacielem Splintera.
- Strażnicy – bardzo utalentowani wojownicy, pomocnicy żółwi. Chronią Utromsy.
- Daimyo – władca Wielkiej Draki i przyjaciel Splintera.
- Gyoji
- Versallia
- Angel – przyjaciółka Caseya żółwi. Była członkinią Purpurowych Smoków (niezbyt długo).
- Kirby
- Pani Morrison
- D’Jinn
- Tyler
- Nikt – były policjant, obecnie bohater miasta.
- Srebrny Strażnik – bohater miasta i wzór dla Mike’a.
- Sprawiedliwi (Stalowy Steve, Metalowiec, Szybki Zippy, Joey Elastic, Doktor Kopuła, Bojowa Amanda) – grupa bohaterów z komiksu (przynajmniej tak sądził Mike).
- Super Żółwie (alternatywne Żółwie Ninja):
  - Graviżółw (alternatywny Leonardo)
  - Shellectro (alternatywny Donatello)
  - Griddex (alternatywny Raphael)
  - Blobboid (alternatywny Michelangelo)
- Burmistrz April O’Neil i Casey Jones (alternatywna April i alternatywny Casey)
- Falcon Godman
- Metania Fitts
- Lord Simultaneous
- Renet
- Muk
- Nobby Bloe
- Tripper Nitro
- Jag Majoria
- Przyszli Mike, Leo, Raph, April, Hun i Stockman (alternatywna przyszłość)
- Tomoe Ame – antropomoriczna kotka, samuraj – przyboczna Lorda Noriyuki.
- Lord Noriyuki – antropomorficzna panda, który rządzi klanem Geishu.
- Sid
- Hamato Yoshi – sensei mistrza Splintera. To właśnie od niego szczur nauczył się ninjutsu i drogi Bushido. Został zabity przez Shreddera.
- Ancient One – mistrz Yoshiego.
- Jeden z bestiożerów
- Dzieci jednego z bestiożerów
- Trybunał Ninja
- Jhanna
- Merwoman i inni Mermenie
- Raptarr – Anioł Strażnik.
- Robyn O'Neil
- Augie O'Neil – wujek April, który zaginął w tajemniczych okolicznościach, jak się później okazało przetransportował się na inną planetę za pomocą kostki znalezionej podczas podróży. Uratowali go Donatello i April.
- Tang Shen
- Klunk – rudy kot Mike’a. Jest pokazany tylko w niektórych odcinkach.

### Wrogowie Żółwi
- Ch'rell/Toranon/Kato Naso/Książę Akuredów/Oroku Saki/Shredder – główny wróg żółwi, międzygalaktyczno-wojenny zbrodniarz, założyciel i przywódca klanu Foot, zabójca mistrza Yoshi. Jego największym wrogiem jest Splinter. Shredder zaproponował Leonardo współpracę, lecz bezskutecznie. Leonardo zna historię Shreddera, bo opowiedział mu ją Splinter – stąd nieustające uczucie wrogości Leonarda do Shreddera. Z 34. odcinka widzowie serialu dowiadują się o tym, że Shredder był znienawidzony przez Utromsy, z których sam się wywodzi. Wcześniej Shredder był więziony przez Utromsy, które chciały go postawić przed sądem za jego zbrodnie.
- Karai – adoptowana córka Shreddera. W Mieście Wojny była sprzymierzeńcem żółwi, ale od czasu jak Shredder zaczął przekładać swoje osobiste korzyści ponad jej honor, przyjaźń Karai i Shreddera została zachwiana. W serii 4., po tym, jak Utromsy wygnały Shreddera, Karai przejmuje obowiązki swego „ojca” i przewodzi Foot w Nowym Jorku. W serii 4. i 5. Karai nosi strój Shreddera (zrobiony na jej rozmiar). W serii 4 chce zemsty na żółwiach za wygnanie jej ojca i w tym celu wraz z armią Foot Ninja dokonuje najazdu na ich dom. W piątej serii wraz z innymi przeciwnikami żółwi pomaga im i Splinterowi w walce z prawdziwym Shredderem i przechodzi na dobrą ścieżkę. Często pomaga żółwiom gdy mają problemy ale po pomocy Raphael zawsze chce z nią walczyć, jednak Leo powstrzymuje go. Leonardo cały czas próbuje przekonać Karai, by przestała służyć Shredderowi, ale bez skutku. Leo czuje do niej przyjaźń.
- Hun – przywódca Purpurowych Smoków, postać służąca Shredderowi. Po wygnaniu Shreddera przez Utromsy, od czwartej serii każe tytułować siebie mistrzem.
- Baxter Stockman – „szalony” naukowiec Shreddera, wynalazca gryzonitów. Był wobec Shreddera bardzo nieposłuszny, zdradzając go o jeden raz za dużo. Potem zaczął pracować z Agentem Bishopem. Formy jakie przyjmował Baxter po stracie ludzkiego ciała to: cyborg, pająkobot, Utroms, Cyberstock, mózg, Cyberstock z „cybergłową”, człowiek sklonowany ze swojego dawnego ciała i metalowy szkielet.
- Dr Chaplin – uczeń Stockmana i naukowiec Shreddera. Wymyśla genialne wynalazki, przez co Stockman staje się bezużyteczny. Zauroczony w Karai.
- Foot Ninja – podstawowa jednostka ninja Shreddera. Są bardzo małomówni i rzadko się odzywają.
- Foot-Tech Ninja – ulepszona wersja Foot Ninja. Są robotami potrafiącymi znikać (a właściwie stawać się niewidzialni).
- Jednostka Specjalna/Elita Ninja – najgroźniejsi wojownicy Shreddera.
- Foot Mystics Ninjas – są sługami prawdziwego Shreddera, którego wskrzesili w piątej serii. Kontrolują moce żywiołów ognia, wody, wiatru, metalu i ziemi. W pierwszej serii walczyli z żółwiami i Splinterem, przez którego zostali pokonani. Ninja Metalu jest ich przywódcą.
- Mecha Ninja – roboty Shreddera zbudowane z egzoszkieletów Utromsów.
- Mecha Ninja Splinter – mechaniczny sobowtór Splintera, który miał zniszczyć żółwie. Został pokonany przez Zoga.
- Klony Shreddera – klony stworzone na wygląd Shreddera: jeden ma cztery ręce, inny ma szczypce zamiast rąk, a ostatni jest niewiarygodnie mały. Zostały pokonane przez żółwie.
- Amazonki Wrzeszczoboty – roboty stworzone na wygląd Karai w kolorze złotym, srebrnym i szarym. Zostały pokonane przez żółwie.
- Gryzonity – małe roboty, które rzekomo miały wytępić szczury z miasta. W rzeczywistości zostały stworzone do kradzieży przez Stockmana.
- Gryzonity wersja 2.0. – ulepszona wersja gryzonitów stworzona przez Chaplina.
- Purpurowe Smoki – groźna banda chuliganów należąca do Huna. Są największymi wrogami Caseya.
- Pan Ładuj – wielki mięśniak, który w jakiś sposób zwiększa swoją siłę przez ładowanie się z Panem Wal.
- Pan Wal – chudy z długim warkoczem. Pomocnik Pana Ładuj.
- Agent Bishop – szalony naukowiec i agent rządowy członek Ziemskich Sił Obrony-organizacji powołanej w XIX wieku do zwalczania zagrożenia ze strony kosmitów. Na początku współpracuje z Federacją z ramienia rządu USA w celu złapania Robozbiega i żółwi. Pobrał próbkę ich DNA i stworzył armię superżołnierzy na swój własny wygląd. Później porwał Splintera, aby za pomocą jego DNA zakończył proces tworzenia swojego najlepszego klona-Zabójcy. Jednak żółwie pokrzyżowały jego plany. Następnie dokonał ataku na posiadłość Shreddera w celu przejęcia jego statku kosmicznego Od zakończenia trzeciej serii pomaga mu dr Stockman. W serii czwartej Bishop stworzył fikcyjnych kosmitów, którzy dokonali inwazji na Nowy Jork w dniu wizyty prezydenta i porwały jego samego. Prezydent został jednak uratowany przez Ziemskie Siły Obrony, dzięki czemu organizacja ta zyskała rządowe dotacje. Na polecenie Bishopa dr Stockman stworzył substancję, która wymknęła się spod kontroli, dostała do kanałów i przez kontakt z nią Donatello zmienił się w mutanta. Część mieszkańców Nowego Jorku również została skażona. W serii piątej wraz z innymi przeciwnikami żółwi pomaga im i Splinterowi w walce z prawdziwym Shredderem. W serii Fast Forward był dobrym człowiekiem i był prezydentem.
- Zabójca/Król Szczurów – klon Bishopa, który na połowie twarzy ma czaszkę. Został powołany do życia przez Bishopa, by zabijał wrogów. W czwartej serii jego całe ciało było owinięte bandażami.
- Klony Bishopa
- Żołnierze Bishopa
- Syn Daimyo – pokonany przez Leonarda, a później połączony z Drako. Chce zemsty na Leonardo.
- Drako (smok który walczył z mistrzem Splinterem w Wielkiej Drace) – wielki smok połączony z synem Daimyo, chce zemsty na Splinterze.
- Ultimate Drako – połączeni ze sobą Drako i Syn Daimyo.
- Federacja – odwieczni wrogowie Triceratonów, tak jak oni chcą zdobyć Fugitoida:
  - Generał Blanque – przywódca Federacji, arcywróg Zanramona.
  - Żołnierze Blanque'a
- Triceratony – kosmiczne triceratopsy (stąd ich nazwa) Zaatakowały Ziemię by schwytać Fugitoida. Odwieczny wróg Federacji:
  - Zanramon – przywódca Triceratonów, arcywróg Generała Blanque'a. Chce zemsty na żółwiach za kradzież jego krążownika.
  - Mozar – Triceraton będący najlepszym komandosem pośród wszystkich Triceratonów Zanramona. Jest podobny do pirata: na jednym oku ma opaskę, a jego lewa ręka jest zastąpiona mechaniczną protezą, która rzeczywiście wygląda jak prawdziwa. Często wydaje inne rozkazy.
  - Kleik – Triceraton będący właścicielem niewolników na arenie. Traktuje ich z pogardą i jest wobec nich bardzo złośliwy.
  - Triceratońscy wojownicy
- Spasmozaur – potwór z odcinka „Żółwie w kosmosie cz. 4: Arena”.
- Kluh – olbrzym pochodzący z wymiaru Levram, walczył z Michelangelo w Wielkiej Drace.
- Assasiny – czarni Ninja z Wielkiej Draki.
- Przywódca Elentian – Elentianin, z którym żółwie walczą od pierwszej serii.
- Elentianie
- Bestiożery
- Skrzeloczłecy
- Skrzydlacy
- Lawowe Potwory – lawowe potwory z odcinka „Istota Z Głębin”, stworzone przez przywódcę Elentian. Zostały pokonane przez żółwie.
- Savanti Romero – zły potwór z 3 serii, niegdyś był człowiekiem.
- Nanobot – małe roboty, które łączą się ze wszystkim co znajdą.
- Harry Parker (odcinki „Nanobot” i „Współczesna miłość: Powrót Nano”) – drobny złodziejaszek.
- Gangsterzy
- Johnny – jeden z przywódców Purpurowych Smoków. Zostaje zabity przez Shreddera za zgubienie furgonetki z kradzionymi pieniędzmi.
- Dragon Face – jeden z przywódców Purpurowych Smoków. Ubolewa nad faktem, że Hun preferuje służenie Shredderowi niż rządzenie gangiem.
- Dr Abigail Finn (z odcinka „Łowcy potworów”) – łowczyni potworów, oszalała na ich punkcie. Dostała kasetę z nagranym na taśmie żółwiem i sądziła, że to potwór (miała trochę racji).
- Parker – pomocnik dr Abigail Finn – żółtodziób pracujący dla pani doktor.
- Mob Boss
- Weasel
- Żółwiobot (z odcinka „Ale krokodyl”)
- Dr Malignus
- Ammag – ojciec Kluha, nienawidzi zasad Daimyo, a także pasjonuje się zarówno zemstą jak i walką na śmierć i życie.
- Czyściciel – gruby facet jeżdżący na wózku z różnymi gadżetami, porywał bezdomnych aby dla niego pracowali. Dwa razy pokonany przez żółwie.
- Megakaraluchy – karaluchy, które Savanti Romero powiększył Berłem Czasu.
- Pan Marlin
- Rynokk
- Kowboje (z odcinka „Złoty krążek”)
- Mr. Arboost
- Survivalists (H.A.T.E.)
- Ruffington
- Mistrz Sliver (alternatywny Mistrz Splinter)
- Przyszły Mega Shredder (alternatywna przyszłość)
- Przyszła Karai (alternatywna przyszłość)
- Lord Hebi
- Terrorkinetics
- Tangent Morrey
- Mud Riders
- Mogura Ninjas
- Moriah
- Moriah Monster’s
- Mutant-potwór
- Mutant-pracownik miejski
- Mutant-robaki
- Mephos
- S-Gray Aliens
- Turks gang
- X-Ray
- Jencko
- Król złodziei
- Hadji
- Gremlins
- Kojima assassin
- Stone Guardian
- Demon Ghosts
- Yeti Guards
- Prawdziwy Shredder (człowiek) – kiedyś był dobry i należał do Trybunału Ninja, ale po walce z demonem stał się zły. Został wskrzeszony przez Foot Mystics.
- Foot Mechs (Shrednaughts)
- Lizard-men z miasta Brotherhood
- The Councilor
- Yukio Mashimi – były przyjaciel Yoshiego, dołączył do Foot Ninja, został zabity przez Yoshiego.
- Donatello (jako mutant)

### Sprzymierzeńcy żółwi z serii Fast Forward
- Cody – praprawnuk April O’Neil i Caseya Jonesa. Pojawił się w serii Fast Forward, kiedy żółwie i Mistrz Splinter przenoszą się do przyszłości (ma 14 lat).
- Serling – robot opiekujący się Codym.
- Starlee
- Agent Bishop – w szóstej serii stał się sprzymierzeńcem żółwi (jest prezydentem).
- Turtle Titan – wnuk Srebrnego Strażnika, stał się Turtle Titanem z opowieści jego dziadka (Turtle Titan z opowieści to był Michelangelo).

### Wrogowie żółwi z serii Fast Forward
- Sh’Okanabo – kosmita z szóstej serii.
- Torbin Ziix
- Darius Dun – wujek Cody’ego. Wszyscy myślą, że jest dobry, ale potajemnie wysyła różne istoty by zniszczyły żółwie.
- Street Vandooms – uliczny gang.
- Viral – wirus który wszedł w ciało robota. Sługa Sh’Okanabo.
- Triple Fred – trzygłowy, silny kosmita.
- Dark Turtles – złe, zmutowane, klony żółwi stworzone przez Sh’Okanabo.

## Odcinki
- Premiery w Polsce na kanale Fox Kids/Jetix:
  - I seria (odcinki 1-26) – 6 września 2004 roku
  - II seria (odcinki 27-52) – 9 stycznia 2006 roku
  - III seria (odcinki 53-78) – 4 czerwca 2007 roku
  - IV seria (odcinki 79-104) – nieemitowane w Polsce
  - V seria (odcinki 105-117) – nieemitowane w Polsce
  - VI seria (odcinki 118-143) – nieemitowane w Polsce
  - VII seria (odcinki 144-156) – nieemitowane w Polsce

### Spis odcinków
| Polska premiera odcinka                       | N/o | Polski tytuł                                       | Angielski tytuł                                        |
| --------------------------------------------- | --- | -------------------------------------------------- | ------------------------------------------------------ |
|                                               |     |                                                    |                                                        |
| SERIA PIERWSZA                                |     |                                                    |                                                        |
|                                               |     |                                                    |                                                        |
| 06.09.2004                                    | 001 | Małe zmiany                                        | Things Change                                          |
|                                               |     |                                                    |                                                        |
| 07.09.2004                                    | 002 | Lepsza pułapka na myszy                            | A Better Mousetrap                                     |
|                                               |     |                                                    |                                                        |
| 08.09.2004                                    | 003 | Atak gryzonitów                                    | Attack of the Mousers                                  |
|                                               |     |                                                    |                                                        |
| 09.09.2004                                    | 004 | Casey Jones                                        | Meet Casey Jones                                       |
|                                               |     |                                                    |                                                        |
| 10.09.2004                                    | 005 | Nanoboty                                           | Nano                                                   |
|                                               |     |                                                    |                                                        |
| 13.09.2004                                    | 006 | Ciemność na skraju miasta                          | Darkness on the Edge of Town                           |
|                                               |     |                                                    |                                                        |
| 14.09.2004                                    | 007 | Niewidzialni                                       | The Way of Invisibility                                |
|                                               |     |                                                    |                                                        |
| 15.09.2004                                    | 008 | Angel                                              | Fallen Angel                                           |
|                                               |     |                                                    |                                                        |
| 16.09.2004                                    | 009 | Czyściciel                                         | Garbageman                                             |
|                                               |     |                                                    |                                                        |
| 17.09.2004                                    | 010 | Shredder atakuje                                   | The Shredder Strikes                                   |
| 20.09.2004                                    | 011 | Shredder atakuje                                   | The Shredder Strikes                                   |
|                                               |     |                                                    |                                                        |
| 21.09.2004                                    | 012 | Super Żółw                                         | The Unconvincing Turtle Titan                          |
|                                               |     |                                                    |                                                        |
| 22.09.2004                                    | 013 | Opowieści z podziemi                               | Notes from the Underground                             |
| 23.09.2004                                    | 014 | Opowieści z podziemi                               | Notes from the Underground                             |
| 24.09.2004                                    | 015 | Opowieści z podziemi                               | Notes from the Underground                             |
|                                               |     |                                                    |                                                        |
| 27.09.2004                                    | 016 | Król                                               | The King                                               |
|                                               |     |                                                    |                                                        |
| 28.09.2004                                    | 017 | Zemsta Shreddera                                   | The Shredder Strikes Back                              |
| 29.09.2004                                    | 018 | Zemsta Shreddera                                   | The Shredder Strikes Back                              |
|                                               |     |                                                    |                                                        |
| 30.09.2004                                    | 019 | Opowieści dla Leo                                  | Tales of Leo                                           |
|                                               |     |                                                    |                                                        |
| 01.10.2004                                    | 020 | Łowcy potworów                                     | The Monster Hunter                                     |
|                                               |     |                                                    |                                                        |
| 04.10.2004                                    | 021 | Powrót do Nowego Jorku                             | Return to New York                                     |
| 05.10.2004                                    | 022 | Powrót do Nowego Jorku                             | Return to New York                                     |
| 06.10.2004                                    | 023 | Powrót do Nowego Jorku                             | Return to New York                                     |
|                                               |     |                                                    |                                                        |
| 07.10.2004                                    | 024 | Dwóch narwańców                                    | Lone Raph and Cub                                      |
|                                               |     |                                                    |                                                        |
| 08.10.2004                                    | 025 | Poszukiwania Mistrza Splintera                     | The Search for Splinter                                |
| 11.10.2004                                    | 026 | Poszukiwania Mistrza Splintera                     | The Search for Splinter                                |
|                                               |     |                                                    |                                                        |
| SERIA DRUGA                                   |     |                                                    |                                                        |
|                                               |     |                                                    |                                                        |
| 09.01.2006                                    | 027 | Żółwie w kosmosie, cz. 1: Robozbieg                | Turtles in Space, Part 1: The Fugitoid                 |
| 10.01.2006                                    | 028 | Żółwie w kosmosie, cz. 2: Problemy z Triceratonami | Turtles in Space, Part 2: The Trouble with Triceratons |
| 11.01.2006                                    | 029 | Żółwie w kosmosie, cz. 3: Więzienie                | Turtles in Space, Part 3: The Big House                |
| 12.01.2006                                    | 030 | Żółwie w kosmosie, cz. 4: Arena                    | Turtles in Space, Part 4: The Arena                    |
| 13.01.2006                                    | 031 | Żółwie w kosmosie, cz. 5: Wojny Triceratonów       | Turtles in Space Part 5: Triceraton Wars               |
|                                               |     |                                                    |                                                        |
| 16.01.2006                                    | 032 | Nieznana przeszłość                                | Secret Origins                                         |
| 17.01.2006                                    | 033 | Nieznana przeszłość                                | Secret Origins                                         |
| 18.01.2006                                    | 034 | Nieznana przeszłość                                | Secret Origins                                         |
|                                               |     |                                                    |                                                        |
| 19.01.2006                                    | 035 | Wspomnienia                                        | Reflections                                            |
|                                               |     |                                                    |                                                        |
| 20.01.2006                                    | 036 | Najlepszy wojownik ninja                           | The Ultimate Ninja                                     |
|                                               |     |                                                    |                                                        |
| 23.01.2006                                    | 037 | Współczesna miłość: Powrót Nano                    | Modern Love: The Return of Nano                        |
|                                               |     |                                                    |                                                        |
| 24.01.2006                                    | 038 | Ale krokodyl                                       | What a Croc!                                           |
|                                               |     |                                                    |                                                        |
| 25.01.2006                                    | 039 | Powrót do podziemi                                 | Return to the Underground                              |
|                                               |     |                                                    |                                                        |
| 26.01.2006                                    | 040 | Miasto wojny                                       | City at War                                            |
| 27.01.2006                                    | 041 | Miasto wojny                                       | City at War                                            |
| 30.01.2006                                    | 042 | Miasto wojny                                       | City at War                                            |
|                                               |     |                                                    |                                                        |
| 31.01.2006                                    | 043 | Śmieciotyda                                        | Junklantis                                             |
|                                               |     |                                                    |                                                        |
| 01.02.2006                                    | 044 | Złoty krążek                                       | The Golden Puck                                        |
|                                               |     |                                                    |                                                        |
| 02.02.2006                                    | 045 | Wróg w domu                                        | Rogue in the House                                     |
| 03.02.2006                                    | 046 | Wróg w domu                                        | Rogue in the House                                     |
|                                               |     |                                                    |                                                        |
| 06.02.2006                                    | 047 | Pamiątka April                                     | April’s Artifact                                       |
|                                               |     |                                                    |                                                        |
| 06.02.2006                                    | 048 | Powrót Sprawiedliwych                              | Return of the Justice Force                            |
|                                               |     |                                                    |                                                        |
| 07.02.2006                                    | 049 | Wielka draka                                       | The Big Brawl                                          |
| 08.02.2006                                    | 050 | Wielka draka                                       | The Big Brawl                                          |
| 09.02.2006                                    | 051 | Wielka draka                                       | The Big Brawl                                          |
| 10.02.2006                                    | 052 | Wielka draka                                       | The Big Brawl                                          |
|                                               |     |                                                    |                                                        |
| SERIA TRZECIA                                 |     |                                                    |                                                        |
|                                               |     |                                                    |                                                        |
| 04.06.2007                                    | 053 | Świąteczny Kosmita                                 | The Christmas Aliens                                   |
|                                               |     |                                                    |                                                        |
| 05.06.2007                                    | 054 | Kosmiczni najeźdźcy                                | Space Invaders                                         |
| 06.06.2007                                    | 055 | Kosmiczni najeźdźcy                                | Space Invaders                                         |
| 07.06.2007                                    | 056 | Kosmiczni najeźdźcy                                | Space Invaders                                         |
|                                               |     |                                                    |                                                        |
| 29.07.2007                                    | 057 | Wojna światów                                      | Worlds Collide                                         |
| 09.06.2007                                    | 058 | Wojna światów                                      | Worlds Collide                                         |
| 10.06.2007                                    | 059 | Wojna światów                                      | Worlds Collide                                         |
|                                               |     |                                                    |                                                        |
| 11.06.2007                                    | 060 | Ładuj i Wal                                        | Touch and Go                                           |
|                                               |     |                                                    |                                                        |
| 12.06.2007                                    | 061 | Zaszczuty                                          | Hunted                                                 |
|                                               |     |                                                    |                                                        |
| 13.06.2007                                    | 062 | Furia                                              | H.A.T.E.                                               |
|                                               |     |                                                    |                                                        |
| 14.06.2007                                    | 063 | Niegłupi jak Nikt                                  | Nobody’s Fool                                          |
|                                               |     |                                                    |                                                        |
| 15.06.2007                                    | 064 | Świeża krew                                        | New Blood                                              |
|                                               |     |                                                    |                                                        |
| 16.06.2007                                    | 065 | Lekcja życia                                       | The Lesson                                             |
|                                               |     |                                                    |                                                        |
| 17.06.2007                                    | 066 | W trzewiach mroku                                  | The Darkness Within                                    |
|                                               |     |                                                    |                                                        |
| 18.06.2007                                    | 067 | Akcja Grawitacja                                   | Mission of Gravity                                     |
|                                               |     |                                                    |                                                        |
| 19.06.2007                                    | 068 | Istota z głębin                                    | The Entity Below                                       |
|                                               |     |                                                    |                                                        |
| 20.06.2007                                    | 069 | Kaszana z czasem                                   | Time Travails                                          |
|                                               |     |                                                    |                                                        |
| 21.06.2007                                    | 070 | Zalatany Hun                                       | Hun on the Run                                         |
|                                               |     |                                                    |                                                        |
| 22.06.2007                                    | 071 | Inny Wymiar                                        | Reality Check                                          |
|                                               |     |                                                    |                                                        |
| 23.06.2007                                    | 072 | Przejechać wszechświat                             | Across the Universe                                    |
|                                               |     |                                                    |                                                        |
| 24.06.2007                                    | 073 | Tak samo jak nigdy                                 | Same As It Never Was                                   |
|                                               |     |                                                    |                                                        |
| 25.06.2007                                    | 074 | Realny świat                                       | The Real World                                         |
| 26.06.2007                                    | 075 | Realny świat                                       | The Real World                                         |
|                                               |     |                                                    |                                                        |
| 27.06.2007                                    | 076 | Gambit Bishopa                                     | Bishop’s Gambit                                        |
|                                               |     |                                                    |                                                        |
| 28.06.2007                                    | 077 | Exodus                                             | Exodus                                                 |
| 29.06.2007                                    | 078 | Exodus                                             | Exodus                                                 |
|                                               |     |                                                    |                                                        |
| SERIA CZWARTA                                 |     |                                                    |                                                        |
|                                               |     |                                                    |                                                        |
|                                               | 079 |                                                    | Cousin Sid                                             |
|                                               |     |                                                    |                                                        |
|                                               | 080 |                                                    | The People’s Choice                                    |
|                                               |     |                                                    |                                                        |
|                                               | 081 |                                                    | Sons of the Silent Age                                 |
|                                               |     |                                                    |                                                        |
|                                               | 082 |                                                    | Dragon’s Brew                                          |
|                                               |     |                                                    |                                                        |
|                                               | 083 |                                                    | I, Monster                                             |
|                                               |     |                                                    |                                                        |
|                                               | 084 |                                                    | Grudge Match                                           |
|                                               |     |                                                    |                                                        |
|                                               | 085 |                                                    | A Wing and a Prayer                                    |
|                                               |     |                                                    |                                                        |
|                                               | 086 |                                                    | All Hallows Thieves                                    |
|                                               |     |                                                    |                                                        |
|                                               | 087 |                                                    | Bad Day                                                |
|                                               |     |                                                    |                                                        |
|                                               | 088 |                                                    | Aliens Among Us                                        |
|                                               |     |                                                    |                                                        |
|                                               | 089 |                                                    | Dragons Rising                                         |
|                                               |     |                                                    |                                                        |
|                                               | 090 |                                                    | Still Nobody                                           |
|                                               |     |                                                    |                                                        |
|                                               | 091 |                                                    | Samurai Tourist                                        |
|                                               |     |                                                    |                                                        |
|                                               | 092 |                                                    | The Ancient One                                        |
|                                               |     |                                                    |                                                        |
|                                               | 093 |                                                    | Scion of the Shredder                                  |
|                                               |     |                                                    |                                                        |
|                                               | 094 |                                                    | Prodigal Son                                           |
|                                               |     |                                                    |                                                        |
|                                               | 095 |                                                    | Outbreak                                               |
|                                               |     |                                                    |                                                        |
|                                               | 096 |                                                    | Trouble with Augie                                     |
|                                               |     |                                                    |                                                        |
|                                               | 097 |                                                    | Tale of Master Yoshi                                   |
|                                               |     |                                                    |                                                        |
|                                               | 098 |                                                    | Insane in the Membrane                                 |
|                                               |     |                                                    |                                                        |
|                                               | 099 |                                                    | Return of Savanti                                      |
|                                               | 100 |                                                    | Return of Savanti                                      |
|                                               |     |                                                    |                                                        |
|                                               | 101 |                                                    | Adventures In Turtle Sitting                           |
|                                               |     |                                                    |                                                        |
|                                               | 102 |                                                    | Good Genes                                             |
|                                               | 103 |                                                    | Good Genes                                             |
|                                               |     |                                                    |                                                        |
|                                               | 104 |                                                    | The Ninja Tribunal                                     |
|                                               |     |                                                    |                                                        |
| SERIA PIĄTA – Ninja Tribunal (Trybunał Ninja) |     |                                                    |                                                        |
|                                               |     |                                                    |                                                        |
|                                               | 105 |                                                    | Lap of the gods                                        |
|                                               |     |                                                    |                                                        |
|                                               | 106 |                                                    | Demons and Dragons                                     |
|                                               |     |                                                    |                                                        |
|                                               | 107 |                                                    | Legend of the Five Dragons                             |
|                                               |     |                                                    |                                                        |
|                                               | 108 |                                                    | More Worlds Than One                                   |
|                                               |     |                                                    |                                                        |
|                                               | 109 |                                                    | Beginning of the End                                   |
|                                               |     |                                                    |                                                        |
|                                               | 110 |                                                    | Nightmares Recycled                                    |
|                                               |     |                                                    |                                                        |
|                                               | 111 |                                                    | Membership Drive                                       |
|                                               |     |                                                    |                                                        |
|                                               | 112 |                                                    | New World Order                                        |
|                                               | 113 |                                                    | New World Order                                        |
|                                               |     |                                                    |                                                        |
|                                               | 114 |                                                    | Fathers & Sons                                         |
|                                               |     |                                                    |                                                        |
|                                               | 115 |                                                    | Past Present                                           |
|                                               |     |                                                    |                                                        |
|                                               | 116 |                                                    | Enter the Dragons                                      |
|                                               | 117 |                                                    | Enter the Dragons                                      |
|                                               |     |                                                    |                                                        |
| SERIA SZÓSTA – Fast Forward                   |     |                                                    |                                                        |
|                                               |     |                                                    |                                                        |
|                                               | 118 |                                                    | Future Shellshock!                                     |
|                                               |     |                                                    |                                                        |
|                                               | 119 |                                                    | Obsolete                                               |
|                                               |     |                                                    |                                                        |
|                                               | 120 |                                                    | Home Invasion                                          |
|                                               |     |                                                    |                                                        |
|                                               | 121 |                                                    | Headlock Prime                                         |
|                                               |     |                                                    |                                                        |
|                                               | 122 |                                                    | Playtime’s Over                                        |
|                                               |     |                                                    |                                                        |
|                                               | 123 |                                                    | Bishop to Knight                                       |
|                                               |     |                                                    |                                                        |
|                                               | 124 |                                                    | Night of Sh’Okanabo!                                   |
|                                               |     |                                                    |                                                        |
|                                               | 125 |                                                    | Clash of the Turtle Titans                             |
|                                               |     |                                                    |                                                        |
|                                               | 126 |                                                    | Fly Me to the Moon                                     |
|                                               |     |                                                    |                                                        |
|                                               | 127 |                                                    | Invasion of the Bodyjacker                             |
|                                               |     |                                                    |                                                        |
|                                               | 128 |                                                    | The Freaks Come Out at Night…                          |
|                                               |     |                                                    |                                                        |
|                                               | 129 |                                                    | Bad Blood                                              |
|                                               |     |                                                    |                                                        |
|                                               | 130 |                                                    | The Journal                                            |
|                                               |     |                                                    |                                                        |
|                                               | 131 |                                                    | The Gaminator                                          |
|                                               |     |                                                    |                                                        |
|                                               | 132 |                                                    | Graduation Day: Class of 2105                          |
|                                               |     |                                                    |                                                        |
|                                               | 133 |                                                    | Timing Is Everything                                   |
|                                               |     |                                                    |                                                        |
|                                               | 134 |                                                    | Enter the Jammerhead                                   |
|                                               |     |                                                    |                                                        |
|                                               | 135 |                                                    | Milk Run                                               |
|                                               |     |                                                    |                                                        |
|                                               | 136 |                                                    | The Fall of Darius Dunn                                |
|                                               |     |                                                    |                                                        |
|                                               | 137 |                                                    | Turtle X-Tinction                                      |
|                                               |     |                                                    |                                                        |
|                                               | 138 |                                                    | Race For Glory!                                        |
|                                               |     |                                                    |                                                        |
|                                               | 139 |                                                    | Head of State                                          |
|                                               |     |                                                    |                                                        |
|                                               | 140 |                                                    | DNA is Thicker than Water                              |
|                                               |     |                                                    |                                                        |
|                                               | 141 |                                                    | The Cosmic Completist                                  |
|                                               |     |                                                    |                                                        |
|                                               | 142 |                                                    | The Day of Awakening                                   |
|                                               |     |                                                    |                                                        |
|                                               | 143 |                                                    | The Zixxth Sense                                       |
|                                               |     |                                                    |                                                        |
| SERIA SIÓDMA – Back To The Sewer              |     |                                                    |                                                        |
|                                               |     |                                                    |                                                        |
|                                               | 144 |                                                    | Tempus Fugit                                           |
|                                               |     |                                                    |                                                        |
|                                               | 145 |                                                    | Karate Schooled                                        |
|                                               |     |                                                    |                                                        |
|                                               | 146 |                                                    | Something Wicked                                       |
|                                               |     |                                                    |                                                        |
|                                               | 147 |                                                    | The Engagement Ring                                    |
|                                               |     |                                                    |                                                        |
|                                               | 148 |                                                    | Hacking Stockman                                       |
|                                               |     |                                                    |                                                        |
|                                               | 149 |                                                    | Incredible Shrinking Serling                           |
|                                               |     |                                                    |                                                        |
|                                               | 150 |                                                    | Identity Crisis                                        |
|                                               |     |                                                    |                                                        |
|                                               | 151 |                                                    | Web Wranglers                                          |
|                                               |     |                                                    |                                                        |
|                                               | 152 |                                                    | SuperQuest                                             |
|                                               |     |                                                    |                                                        |
|                                               | 153 |                                                    | Virtual Reality Check                                  |
|                                               |     |                                                    |                                                        |
|                                               | 154 |                                                    | City Under Siege                                       |
|                                               |     |                                                    |                                                        |
|                                               | 155 |                                                    | Super Power Struggle                                   |
|                                               |     |                                                    |                                                        |
|                                               | 156 |                                                    | Wedding Bells and Bytes                                |
|                                               |     |                                                    |                                                        |